# 狭間が丘
狭間が丘（はざまがおか）は、兵庫県三田市にある大字。郵便番号は669-1545。

## 地理
- 北摂三田ニュータウン南地区で1980年に三田市（大字なし）から分離し、誕生した。由来は丘と丘の間にあるから名付けられたとされている。[4]東側は南が丘・西側は神戸市北区長尾町上津、三田市弥生が丘・南側は神戸市北区長尾町上津北側は武庫が丘と接する。

## 歴史
- 1980年 - 三田市（大字なし）から狭間が丘が誕生する。[4]

### 字域の変遷
| 実施前             | 実施年 | 実施後         |
| ------------------ | ------ | -------------- |
| 三田市（大字なし） | 1980年 | 三田市狭間が丘 |

## 施設

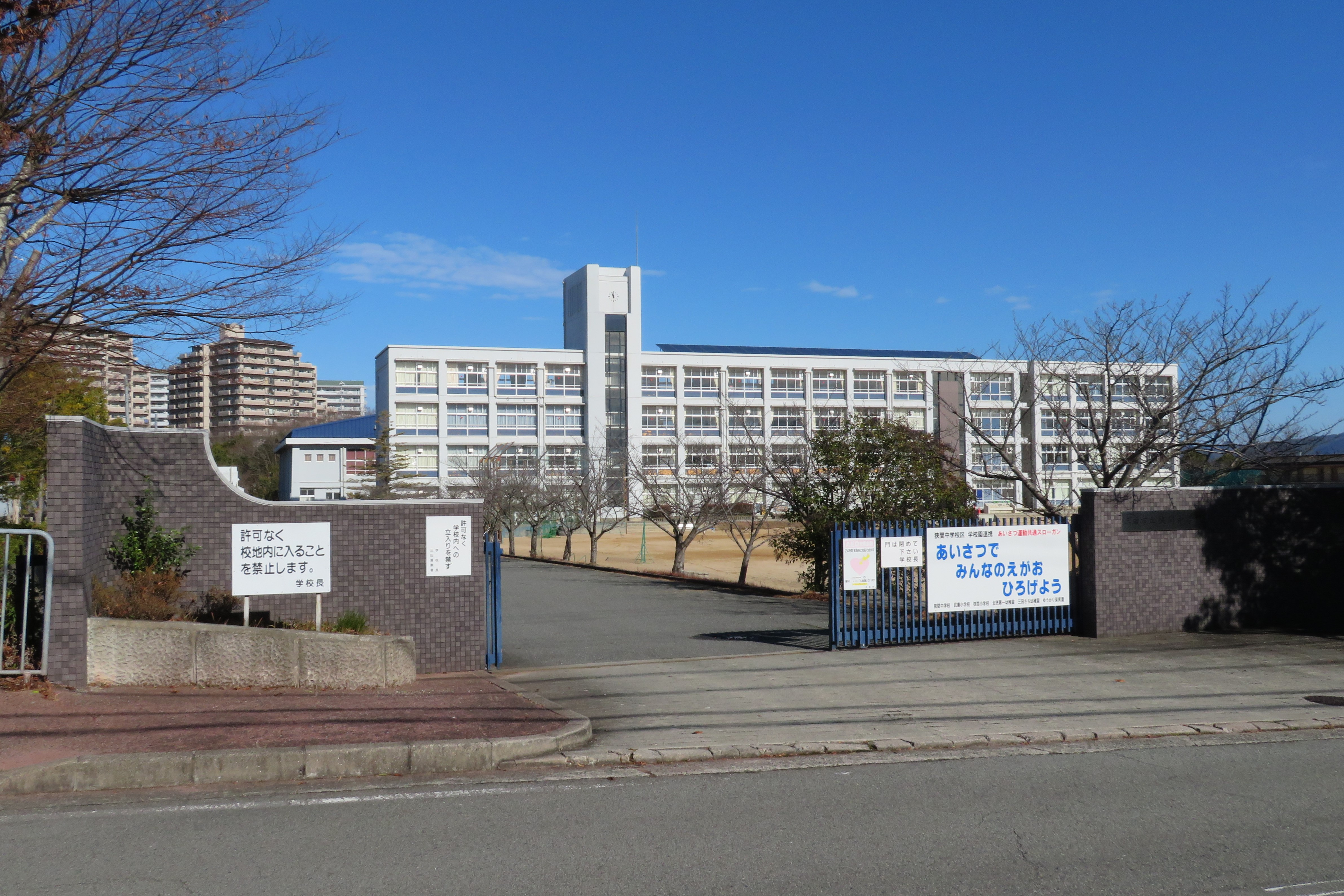
三田市立狭間中学校

- 三田市立狭間小学校
- 三田市立狭間中学校
- 兵庫県立北摂三田高等学校
- 小屋ヶ谷公園
- ゆうかり保育園
- 三田さち幼稚園

## 世帯数と人口
2022年（令和4年）2月28日現在の世帯数と人口は以下の通りである。
| 町丁          | 世帯数    | 人口    |
| ------------- | --------- | ------- |
| 狭間が丘1丁目 | 0世帯     | 0人     |
| 狭間が丘2丁目 | 364世帯   | 876人   |
| 狭間が丘3丁目 | 399世帯   | 874人   |
| 狭間が丘4丁目 | 217世帯   | 491人   |
| 狭間が丘5丁目 | 1,595世帯 | 3,568人 |
| 計            | 2,575世帯 | 5,809人 |

## 小・中学校の学区
市立小・中学校に通う場合、学区は以下の通りとなる。
| 大字     | 番地 | 小学校             | 中学校             |
| -------- | ---- | ------------------ | ------------------ |
| 狭間が丘 | 全域 | 三田市立狭間小学校 | 三田市立狭間中学校 |

## 交通

### 鉄道
- 神戸電鉄公園都市線（通過のみ）

### バス
- 神姫バス

### 道路
- 兵庫県道720号テクノパーク三田線